# 蒙古馃子
蒙古馃子，也称炸果子:828，是一种油炸面食，常见于蒙古、中亚和阿的里-烏拉爾地区。